# Pedro de Adrianópolis
Pedro (em grego medieval: Πέτρος; romaniz.: Pétros) foi um bizantino do século IX. Era casado com Maria com quem teve filhos. Em 813, ele e sua família estiveram entre os gregos capturados pelos búlgaros e levados à Bulgária. Eles foram martirizados com outros presos por Ditzeugo ou seu sucessor Omortague. Eles são celebrados em 22 e 23 de janeiro, respectivamente.